# Сербские соколы
Сербские соколы (серб. Српски соколови) — сербская военизированная организация, участвовавшая в гражданской войне в Югославии. Командующим отряда был Синиша Вучинич. Службу в отряде несли также добровольцы из России, Болгарии и Греции.

## История
Отряд появился в 1991 году. Изначально в его состав входили отряды «Белые орлы» (серб. Бели орлови), «Молодые равногорцы» (серб. Млади равногорци) и сами «Сербские соколы» (серб. Српски соколови). Первые два отряда вскоре вошли в состав третьего, который и дал название самой организации. Всего насчитывалось около 1500 человек в отряде. Это одна из тех немногих военизированных организаций, которая действовала независимо от ЮНА. Распущен в 1995 году.

## Военные преступления
Солдатам отряда предъявлялись обвинения во многочисленных военных преступлениях. Так, немецкое издание Der Spiegel обвинило командира отряда Синишу Вучинича в массовом убийстве боснийцев и хорватов, однако Вучинич отверг обвинения, сославшись на отсутствие доказательств, и назвал подобное заявление «политическим бахвальством». В то же время два солдата, Мирко Тодорович и Милош Радич, были осуждены на 17 лет тюрьмы за расстрел 14 мусульман в деревне Борковац: это преступление произошло 20 мая 1992 года.